# Juan el Bautista
Juan el Bautista (en griego Ἰωάννης ὁ βαπτιστής, Ioannēs ho baptistēs o Ἰωάννης ὁ βαπτίζων, Ioannēs ho baptizōn; conocido como profeta Yahya en el Corán), o simplemente el Bautista o san Juan, fue un predicador ambulante judío coetáneo de Jesús de Nazaret, nacido a finales del siglo I a. C. Es venerado como un importante personaje religioso en el cristianismo, el islam, el drusismo y la fe bahá'í. Es considerado un personaje muy importante en el mandeísmo, pero no su fundador.
Juan usaba el bautismo como sacramento central de su movimiento mesiánico. Su ejecución fue recogida por el historiador judío Flavio Josefo. La mayoría de los académicos está de acuerdo en que Juan bautizó a Jesús. Algunos estudiosos creen que Jesús fue discípulo de Juan y que basó una parte de su predicación en las enseñanzas de Juan. Varios evangelios cristianos cuentan que algunos de los primeros seguidores de Jesús habían sido antes discípulos de Juan. Algunos expertos mantienen que Juan estaba influenciado por los esenios, una secta judía con algunas características ascéticas que esperaba un apocalipsis y practicaba rituales muy relacionados con el bautismo, aunque no hay evidencias que apoyen esta hipótesis.
Los autores de los libros del Nuevo Testamento presentan a Juan como el anticipo de una figura mesiánica mayor que él mismo, que sería Jesús. Esta imagen respetada pero subalterna de Juan obedecería a un intento de ganarse a los seguidores del Bautista para la comunidad cristiana. Juan también tiene elementos en común con el profeta Elías.

## Según Flavio Josefo
El historiador judío Flavio Josefo (37-100 d. C.) mencionó a Juan el Bautista en sus Antigüedades judías (libro XVIII, capítulo 5, 2), afirmando que fue decapitado por orden de Herodes Antipas e indicando que esto tuvo lugar en la fortaleza de Maqueronte.

En la actualidad, algunos entre los judíos piensan que la destrucción del ejército de Herodes vino de Dios y que fue muy justa, pues castigó lo que hizo contra Juan, llamado «el Bautista». Porque Herodes asesinó a quien era un hombre bueno y comandaba la ira de los judíos. Hubo justicia para ambos y piedad hacia Dios, y se iba al bautismo para que el lavado [con agua] fuese aceptado por él, usando esto no para quitar algunos pecados, sino para purificar el cuerpo si el alma se había purificado antes con la justicia. Y ahora, cuando otros llegaban en tropel en torno a él porque se complacían gratamente al oír sus palabras, Herodes, asustado por el gran ascendiente que tenía sobre el pueblo para poder ponerlo de su lado e incitar una rebelión (porque ellos emprenderían cualquier cosa que les aconsejase) pensó que lo mejor era llevarlo a la muerte a fin de evitar cualquier daño que pudiera causar y le acarreara dificultades, y así librarse de un hombre que podía propiciarlas haciendo que se arrepintiera cuando fuera demasiado tarde. Por tanto, fue enviado prisionero lejos del suspicaz Herodes, a Maqueronte, el castillo antes mencionado, y allí fue condenado a muerte. Ahora, los judíos opinan que este ejército fue enviado como castigo a Herodes y mostraba el desagrado que Dios sentía hacia él.

La primera referencia conocida a este pasaje se puede encontrar en el siglo III, cuando fue citada por Orígenes en la obra Contra Celsum. De acuerdo con este pasaje, la ejecución de Juan fue la culpa de una derrota que Herodes sufrió en torno al año 36 d. C. Hay divergencias entre este pasaje y las narraciones bíblicas que se detallan a continuación. Según Josefo, el bautismo de Juan para aquellas almas que ya se hayan «purificado anteriormente por la rectitud» es para la purificación del cuerpo, y no para el perdón de los pecados, como se dice en Marcos 1:4.

## Narraciones en la Biblia

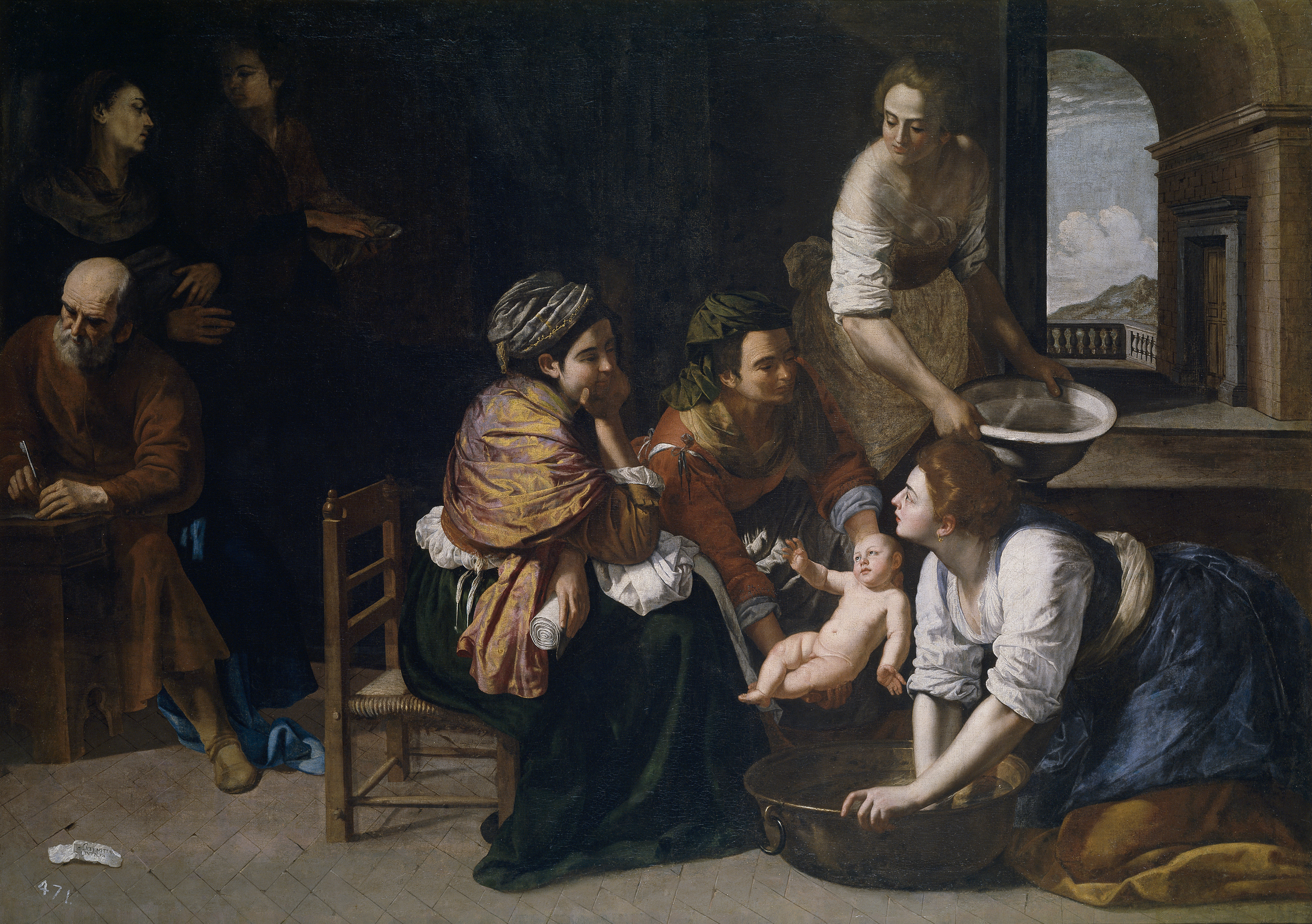
Nacimiento de san Juan Bautista (Artemisia Gentileschi), pintura de 1635.

Juan el Bautista es mencionado en los cuatro evangelios canónicos y en el evangelio no canónico de los nazarenos. Los evangelios sinópticos (de Marcos, Mateo y Lucas) describen el bautismo de Jesús. En el Evangelio de Juan hay una mención tácita del hecho (Juan 1:32-34).

### En el Evangelio de Marcos
El Evangelio de Marcos presenta a Juan como el cumplidor de una profecía de Isaías (que, en realidad, es una compilación de frases del Segundo Isaías, del Libro de Malaquías y del Éxodo). Esta profecía hablaba de un mensajero que iba por delante y de una voz que clama en el desierto. Dice que Juan usaba un manto hecho de pelo de camello y que se alimentaba de saltamontes y de miel silvestre. Juan proclamaba el bautismo del arrepentido para el perdón de los pecados. Según Marcos, Juan decía que vendría otro después de él que no bautizaría con agua, sino con el Espíritu Santo.
Según el autor desconocido de este evangelio, Jesús acudió a Juan y fue bautizado por él en el río Jordán y añade a la escena un mensaje que enfatiza la superioridad de Jesús sobre Juan a ojos de Dios:

En aquellos días, Jesús llegó desde Nazaret de Galilea y fue bautizado por Juan en el Jordán. Y al salir del agua, vio que los cielos se abrían y que el Espíritu Santo descendía sobre él como una paloma; y una voz desde el cielo dijo: «Tú eres mi hijo querido, mi predilecto».
Marcos 1:9-11

Posteriormente, se narra la muerte de Juan. El tetrarca Herodes Antipas, al escuchar historias de Jesús, piensa que Juan el Bautista ha resucitado de los muertos. Posteriormente, Marcos explica que Juan condenó a Herodes Antipas por casarse con Herodías, la exmujer de su hermano (al que llama Felipe). Herodías pedía su ejecución, pero Herodes Antipas se entretenía escuchando sus historias y era reacio a hacerlo porque le temía, ya que era un hombre «recto y sagrado».
El relato narra posteriormente que la hija de Herodías danzó ante Antipas, lo que le gustó tanto que le ofreció que escogiera cualquier cosa como premio. La hija preguntó a su madre, la cual le dijo que pidiera la cabeza de Juan el Bautista. Aunque reacio, Antipas ordenó la decapitación de Juan, y su cabeza le fue entregada a Salomé en un plato. Los discípulos de Juan tomaron el cuerpo y lo enterraron en una tumba (Marcos  6:17-29).

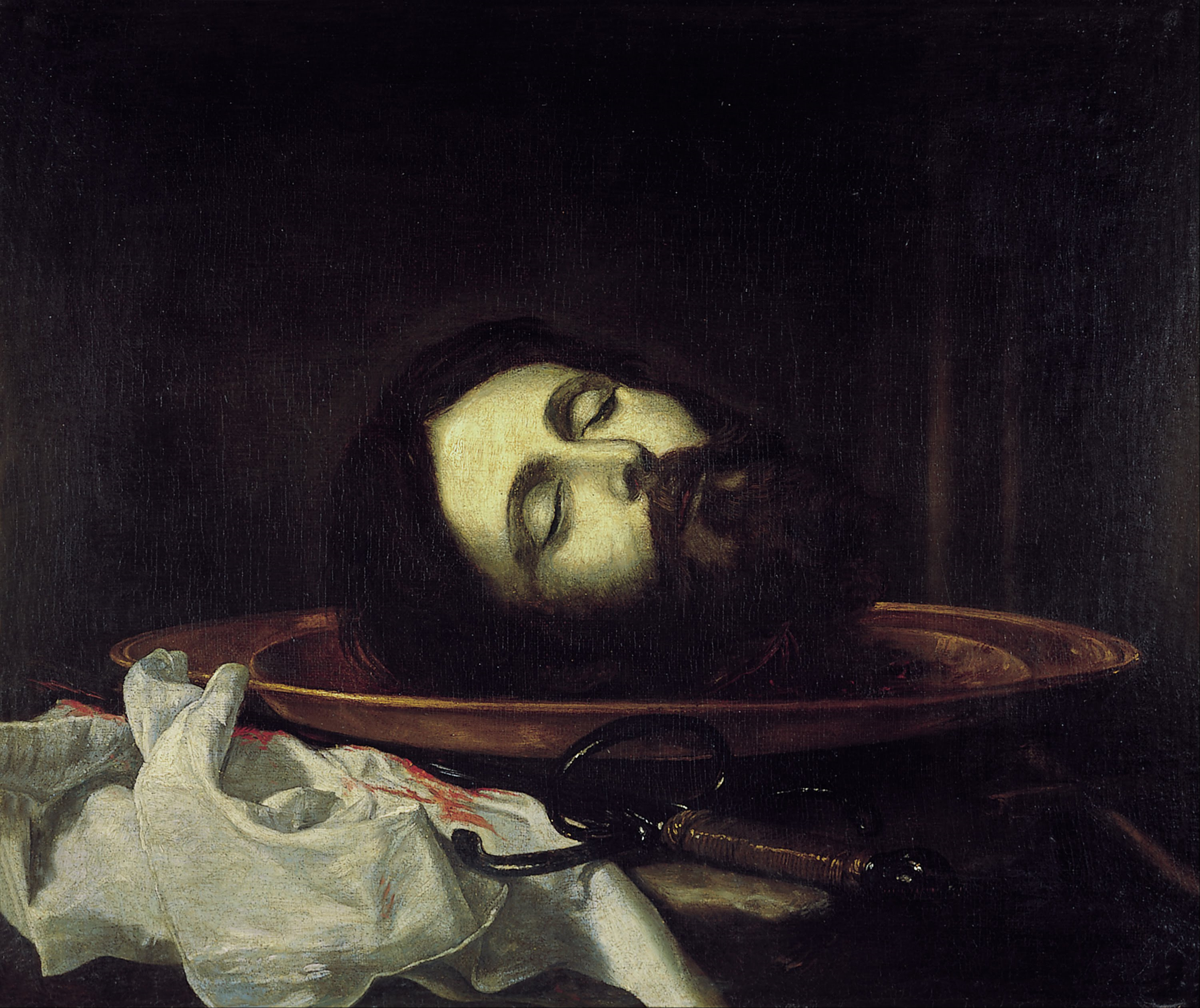
Cabeza de san Juan Bautista. José de Ribera. 1644. Real Academia de Bellas Artes de San Fernando. Madrid.

Este pasaje presenta varios problemas. El Evangelio de Marcos identifica erróneamente a Herodes Antipas como un «rey», cuando era un tetrarca, y llama Filipo al exmarido de Herodías cuando se sabe se llamaba Herodes Boeto (también conocido como Herodes el Joven). Además, otros textos hablan de «la hija de Herodes, Herodías». Muchos académicos creen que esto último es lo correcto y que fue corregido en versiones posteriores del texto de Marcos y los evangelios de Mateo y Lucas. Flavio Josefo dice que Herodías tenía una hija llamada Salomé.
Los académicos han especulado sobre el origen de esta historia. Muestra signos de haber sido compuesta en arameo, que era un idioma que Marcos aparentemente no hablaba, por lo que puede haberla sacado de alguna fuente palestina. Hay diversas opiniones sobre la cantidad de material histórico que contiene. Muchos académicos han considerado que la historia del arresto, la ejecución y el entierro de Juan puede haberse elaborado para relacionarla con el destino de Jesús.

### En el Evangelio de Mateo
El relato del Evangelio de Mateo contiene la profecía de Isaías, y la información del Libro de Malaquías y del Libro del Éxodo es mencionada por el propio Jesús más adelante. La descripción de Juan se toma directamente del Evangelio de Marcos: «un manto hecho de pelo de camello, un cinturón de cuero en la cintura, y se alimentaba de saltamontes y miel silvestre», junto con el anuncio de que el que vendría posteriormente bautizaría con el Espíritu Santo «y el fuego» (Mateo 3:1-12). A diferencia de Marcos, Mateo describe a Juan como crítico con los fariseos y saduceos y aparece predicando que «el reino de los cielos se acerca» y un «juicio venidero». Mateo abrevia la historia de la decapitación de Juan y añade dos elementos: que Herodes Antipas quería ver muerto a Juan y que Jesús fue informado de este hecho por sus discípulos.
Mateo no se centra en Herodes Antipas, sino en Juan como el precursor de Jesús. Mientras que Marcos dice que Herodes Antipas mató a Juan a regañadientes y por la insistencia de Herodías, Mateo afirma que Herodes Antipas quería ver muerto a Juan.
En este evangelio, Jesús dice:

«De cierto os digo: Entre los que nacen de mujer no se ha levantado otro mayor que Juan el Bautista; pero el más pequeño en el reino de los cielos, mayor es que él»
Mateo 11:11

### En el Evangelio de Lucas y en los Hechos de los Apóstoles

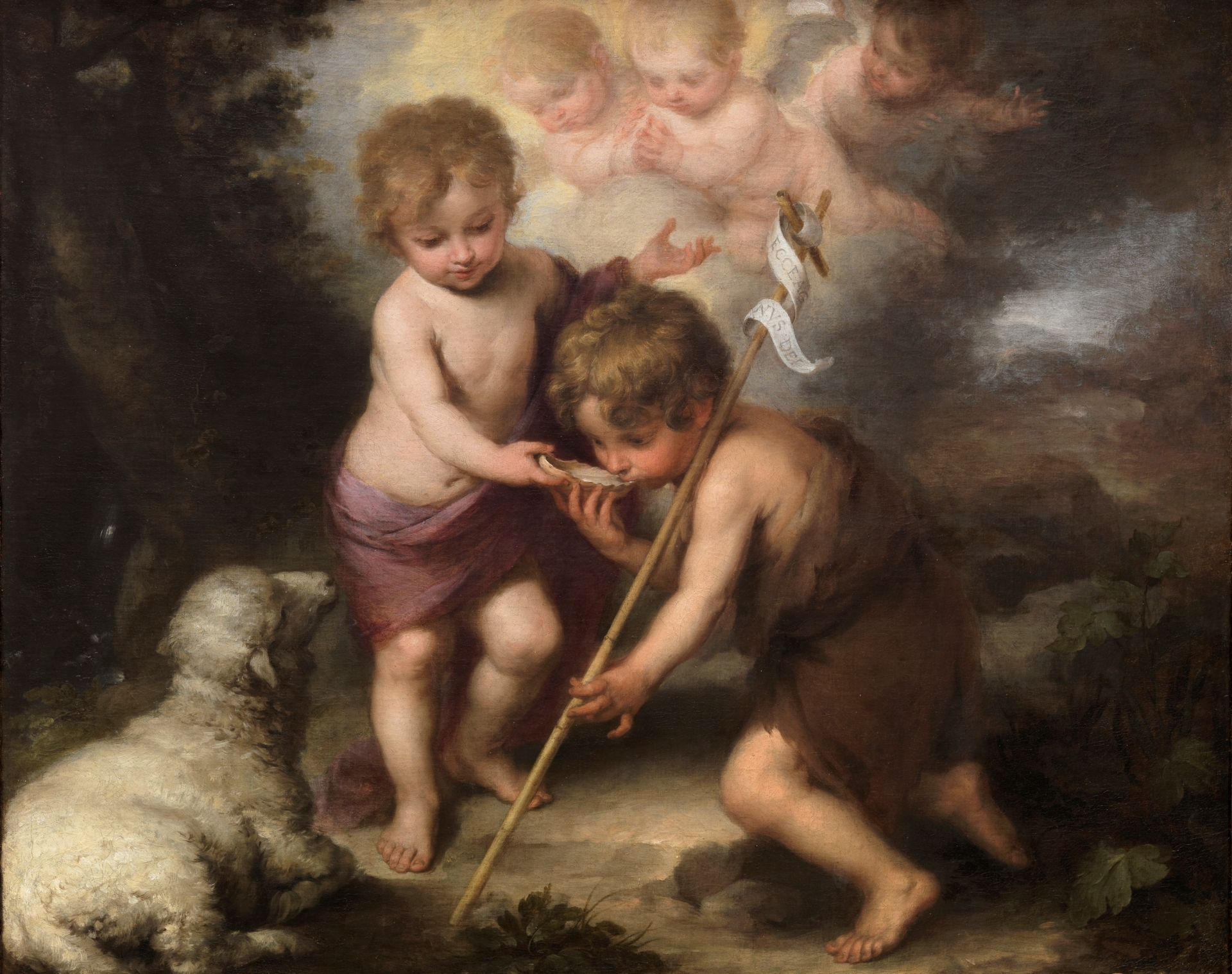
Juan y Jesús de niños en un cuadro de Murillo. Según Lucas, sus madres eran parientes.

El Evangelio de Lucas incluye un relato de la concepción milagrosa de Juan el Bautista por su madre Isabel, que era estéril (Lucas 1:7-9) y esposa de Zacarías, ambos ancianos y sin hijos. Se ha afirmado que quizás este evangelio definiese a Isabel como estéril por haber pasado ya la menopausia.
Según el relato de Lucas, el ángel Gabriel le anticipó el nacimiento de Juan a Zacarías mientras este ejercía de sacerdote en el Templo de Jerusalén. Zacarías es descrito como un sacerdote de la casa de Abías e Isabel es descrita como descendiente de Aarón (Lucas 1:5). Esto implica que ambos cónyuges eran descendientes de Aarón. Los católicos, los anglicanos y los luteranos celebran la natividad de Juan el Bautista el 24 de junio, seis meses antes de la Navidad.

En tiempos de Herodes, rey de Judea, había un sacerdote llamado Zacarías, de la clase sacerdotal de Abías. Su mujer, llamada Isabel, era descendiente de Aarón. Ambos eran justos a los ojos de Dios y seguían en forma irreprochable todos los mandamientos y preceptos del Señor.

Pero no tenían hijos, porque Isabel era estéril; y los dos eran de edad avanzada. Un día en que su clase estaba de turno y Zacarías ejercía la función sacerdotal delante de Dios, le tocó en suerte, según la costumbre litúrgica, entrar en el Santuario del Señor para quemar el incienso.

Toda la asamblea del pueblo permanecía afuera, en oración, mientras se ofrecía el incienso. Entonces se le apareció el ángel del Señor, de pie, a la derecha del altar del incienso. Al verlo, Zacarías quedó desconcertado y tuvo miedo. Pero el ángel le dijo: «No temas, Zacarías; tu súplica ha sido escuchada. Isabel, tu esposa, te dará un hijo al que llamarás Juan. Él será para ti un motivo de gozo y de alegría, y muchos se alegrarán de su nacimiento, porque será grande a los ojos del Señor. No beberá vino ni bebida alcohólica; estará lleno del Espíritu Santo desde el seno de su madre, y hará que muchos israelitas vuelvan al Señor, su Dios. Precederá al Señor con el espíritu y el poder de Elías, para reconciliar a los padres con sus hijos y atraer a los rebeldes a la sabiduría de los justos, preparando así al Señor un Pueblo bien dispuesto». Pero Zacarías dijo al ángel: «¿Cómo puedo estar seguro de esto? Porque yo soy anciano y mi esposa es de edad avanzada». El ángel le respondió: «Yo soy Gabriel, el que está delante de Dios, y he sido enviado para hablarte y anunciarte esta buena noticia. Te quedarás mudo, sin poder hablar hasta el día en que sucedan estas cosas, por no haber creído en mis palabras, que se cumplirán a su debido tiempo».
Lucas 1:5-20

El autor del evangelio de Lucas dice que María, madre de Jesús, e Isabel, eran parientes. No obstante, no se menciona ninguna relación familiar entre Juan y Jesús en los otros evangelios y Raymond Edward Brown la define como de «historicidad dudosa». Geza Vermes ha dicho que es «sin duda una creación artificial de Lucas». Las similitudes con la historia del nacimiento de Samuel en el Antiguo Testamento sugieren que Lucas podría haber tomado la historia de la anunciación de Jesús y la de Juan de la historia de Samuel.
Según Lucas, Juan comenzó a predicar y a bautizar en el desierto:

[...] el año decimoquinto del imperio del emperador Tiberio, cuando Poncio Pilato gobernaba Judea, cuando Herodes era tetrarca de Galilea, su hermano Filipo tetrarca de Iturea y Traconítide, y Lisanias tetrarca de Abilene, en tiempo de los sumos sacerdotes Anás y Caifás
Lucas 3:1-3

Tiberio sucedió a Augusto el 19 de agosto del año 767 (año 14 d. C.) de la fundación de Roma. Lucas pudo contabilizar los años siguiendo el calendario sirio que inicia el año el 1 de octubre, o bien el calendario romano que comienza en marzo, por lo cual no se sabe si tuvo en cuenta el primer año de la sucesión. Así, la fecha aproximada del inicio de la actividad del Bautista estaría en torno del año 28 de la era común.
El de Lucas es el único evangelio donde Juan enseña explícitamente la caridad, bautiza a recaudadores de impuestos y da consejos a los soldados. El texto menciona brevemente que Juan fue arrestado y que, posteriormente, fue decapitado por Herodes, sin mencionar a su hijastra.
En el libro de los Hechos de los Apóstoles, que algunos estudiosos creen fue escrito por el mismo autor que el evangelio de Lucas, se dice que algunos discípulos de Juan pasaron a ser discípulos de Jesús (Hechos 18:24 y Hechos 19:6), algo que no mencionan los evangelios con la excepción de Andrés, hermano de Pedro (Juan 1:35-42).

### En el Evangelio de Juan
Juan Evangelista describe a Juan el Bautista como «un hombre enviado por Dios» que «no era la luz» pero que «vino como testigo para dar testimonio de la luz, de manera que a través de él todos creyeran» (Juan  1:6-8). Según este evangelio, Juan Bautista negaba claramente ser el Cristo, Elías o «el profeta», y en lugar de eso se definía a sí mismo como «la voz que clama en el desierto».
Según algunos estudiosos, es evidente que Juan es el «testigo y confesor por excelencia», sobre todo si se compara con figuras como la de Nicodemo.
El bautismo de Jesús se da a entender, pero no se narra, diciendo solo que se vio «al espíritu bajar del cielo como una paloma y descansar sobre él». Juan el Bautista anuncia explícitamente que Jesús es el único que «bautiza en el Espíritu Santo», que es el «Hijo de Dios» y «el Cordero de Dios».
El Evangelio de Juan informa de que los discípulos de Jesús fueron bautizados y que hubo un debate entre algunos discípulos de Juan y otros judíos sobre la purificación (Juan 3:22-36). En este debate Juan el Bautista argumentaba que Jesús «debe crecer» en importancia mientras que él debería «disminuir» (Juan 3:30) en relevancia.
Este evangelio dice que, posteriormente, los discípulos de Jesús bautizaron a más gente que los discípulos de Juan; que Jesús veía a Juan como «una lámpara encendida y brillante», y que «estaban destinados a regocijarse durante un tiempo en esa luz» (Juan 5:35).

## Análisis comparativo

### Libro de Isaías
Aunque para el Evangelio de Marcos la llegada de Juan el Bautista implica el cumplimiento de una profecía de Isaías, las palabras citadas son un conjunto de frases del Segundo Isaías, del Libro de Malaquías y del Libro del Éxodo. Las palabras citadas son las siguientes:

Mira, envío por delante

a mi mensajero

para que te prepare el camino

Una voz clama en el desierto

Preparad el camino del Señor

Enderezad sus sendas

Mateo y Lucas omiten la primera parte de la cita.

### El bautismo de Jesús

San Juan bautizando a Cristo en el Jordán, por Francisco de Goya, 1780.

Los evangelios difieren en los detalles del bautismo. En los de Marcos y Lucas, Jesús ve el cielo abierto y oye una voz que le aborda personalmente diciendo «Tú eres mi hijo querido, mi predilecto». No aclaran si otras personas vieron y escucharon esto.
En Mateo, la voz del cielo no se dirige personalmente a Jesús sino que anuncia que: «Este es mi hijo amado, mi predilecto» (Mateo 3:17). En el Evangelio de Juan, Juan el Bautista ve bajar una paloma y da testimonio de esto como prueba de la condición mesiánica de Jesús.

### Conocimientos de Juan acerca de Jesús
La concepción que Juan tiene de Jesús varía dependiendo del evangelio. En el de Marcos, Juan predica la llegada de un líder, pero no da señales de que Jesús sea ese líder. En el de Mateo, por el contrario, Juan reconoce inmediatamente a Jesús y se cuestiona si está capacitado para bautizarle. Tanto en Mateo como en Lucas, Juan pregunta: «¿Eres tú el que va a venir o debemos esperar a otro?». En el de Lucas, Juan es pariente de Jesús. En el evangelio de Juan, Juan el Bautista contempla al Espíritu Santo descendiendo con forma de paloma y predica explícitamente que Jesús es el Hijo de Dios.

### Juan y Elías
Los evangelios varían en sus descripciones de la relación de Juan con Elías. Mateo y Marcos describen la ropa de Juan de forma que recuerda a la descripción de Elías en 2 Reyes 1:8, quien también llevaba ropa de pelo y un cinturón de cuero. En el Evangelio de Mateo, Jesús afirma explícitamente que Juan es el «Elías que había de venir» (Mateo 11:14 y Mateo 17:11-13); lo cual ha sido interpretado por muchos teólogos cristianos como que Juan es el sucesor de Elías. Sin embargo, en el Evangelio de Juan, Juan el Bautista niega explícitamente ser Elías.
Algunos creen que esta respuesta de Juan es porque los judíos creían que literalmente Elías vendría a la Tierra, pero Juan el Bautista negó ese pensamiento aún inculcado en la filosofía judía, sino que el Elías profetizado era un sustituto espiritual de Elías; como en los días de Eliseo, sucesor de Elías, quien poseyó el Espíritu de Elías al igual que Juan el Bautista (2 Reyes 2:9,15).
En el relato de la anunciación de Lucas, se le aparece un ángel a Zacarías, padre de Juan, que le dice que su hijo «convertirá a muchos de los hijos de Israel al Señor su Dios» y que tendrá «el espíritu y el poder de Elías» (Lucas 1:16-17).
|            | Mateo | Marcos | Lucas-Hechos | Juan | Josefo |
| ---------- | --- | --- | --- | --- | --- |
| Prólogo    | | | Lucas 1:5–80 - Nacimiento de Juan el Bautista | Juan 1:6–18 - Prólogo sobre la identidad y misión de Juan el Bautista | |
| Ministerio | Mateo 3:1–17 - Juan el Bautista predicó a la gente y los bautizó en el Jordán. - Juan el Bautista bautizó a Jesús. | Marcos 1:4–11 - Juan el Bautista predicó a la gente y los bautizó en el Jordán. - Juan el Bautista bautizó a Jesús. | Lucas 3:1–22; Hechos 1:5, 1:21–22, 10:37–38, 11:16, 13:24–25, 18:25, 19:3–4 - Juan el Bautista predicó a la gente y los bautizó en el Jordán. - Juan el Bautista bautizó a Jesús. | Juan 1:19–42, 3:22–36, 4:1 - Juan el Bautista predicó a la gente y los bautizó en el Jordán. Negó ser el Mesías. - No se menciona si Juan el Bautista bautizó a Jesús. Insistió en que Jesús era superior: el Hijo/Cordero de Dios. - Dos de los discípulos de Juan el Bautista, incluyendo a Andrés, se fueron con Jesús por insistencia de Juan. - Juan el Bautista bautizó en Enón/Salim antes de ser arrestado. Sus discípulos le dijeron que Jesús tenía éxito; Juan respaldó a Jesús como su superior y el Hijo de Dios. - Jesús oyó el rumor de que tenía más éxito que Juan. | Antigüedades judías 18. 5. 2. - Juan el Bautista predicó a la gente y los bautizó. |
| Prisión    | Mateo 11:2–7, 14:6–12 - Juan el Bautista criticó al rey Herodes Antipas por casarse con Herodías, la exesposa de su hermano Herodes II. - Por lo tanto, Juan el Bautista fue arrestado por Herodes Antipas. - Juan el Bautista, en prisión, oyó sobre las obras de Jesús y envió a algunos discípulos a preguntar si Jesús era el esperado. Jesús enumeró sus milagros y dijo: 'Bienaventurado el que no me rechaza'. Los discípulos regresaron a Juan el Bautista. - Herodes quería matar a Juan, pero temía a la gente. - Juan el Bautista fue ejecutado por decapitación por Herodes Antipas a petición de la hija de Herodías. Sus discípulos enterraron sus restos y le contaron a Jesús. | Marcos 1:14, 6:17–29 - Juan el Bautista criticó al rey Herodes Antipas por casarse con Herodías, la exesposa de su hermano Herodes II. - Juan el Bautista fue arrestado por Herodes Antipas. - Herodías quería matar a Juan, pero Herodes Antipas protegió a Juan porque sabía que era un hombre justo y santo. - Juan el Bautista fue ejecutado por decapitación por Herodes Antipas a petición de la hija de Herodías. Sus discípulos enterraron sus restos. | Lucas 3:19–20, 7:18–25, 9:9 - Juan el Bautista criticó al rey Herodes Antipas por casarse con Herodías, la exesposa de su hermano Herodes II. - Juan el Bautista fue arrestado por Herodes Antipas. - Juan el Bautista [¿en prisión?] oyó sobre las obras de Jesús (en Capernaum y Naín), envió a 2 discípulos a preguntar si Jesús era el esperado. Jesús enumeró sus milagros y dijo: 'Bienaventurado el que no me rechaza'. Los discípulos regresaron a Juan el Bautista. - [no se menciona motivo de ejecución] - Juan el Bautista fue ejecutado por decapitación por Herodes Antipas. | Juan 3:24 - [no se menciona motivo de arresto] - Juan el Bautista fue arrestado. - [no se menciona motivo de ejecución] - [no se menciona ejecución] | Antigüedades judías 18. 5. 2. - Juan el Bautista ganó un gran número de seguidores. - Herodes Antipas temía que el muy popular Juan el Bautista incitara a sus seguidores a lanzar una rebelión contra su gobierno. - Por lo tanto, hizo arrestar y encarcelar a Juan el Bautista en Maqueronte. - Herodes Antipas más tarde hizo ejecutar a Juan el Bautista 'para evitar cualquier problema que pudiera causar y no meterse en dificultades'. |
| Epílogo    | Mateo 14:1–6 - Se difundió la noticia de los milagros de Jesús. - Herodes Antipas concluyó que Jesús era en realidad Juan el Bautista resucitado de entre los muertos. | Marcos 6:14–16 - Se difundió la noticia de los milagros de Jesús; algunas personas creían que Jesús era en realidad Juan el Bautista resucitado de entre los muertos, otros creían que era Elías, y otros que era como un profeta del pasado. - Herodes Antipas coincidió con aquellos que decían que Jesús era en realidad Juan el Bautista resucitado de entre los muertos.                                                                                  | Lucas 9:7–9 - Se difundió la noticia de los milagros de Jesús; algunas personas creían que Jesús era en realidad Juan el Bautista resucitado de entre los muertos, otros creían que era Elías, y otros que un viejo profeta había resucitado. - Herodes Antipas no creía que Jesús fuera Juan el Bautista, pero tenía que ser alguien más. | Juan 5:30–38 - Jesús dijo que sus afirmaciones eran fiables, aunque él no necesitaba testimonio humano. Juan 10:40–42 - El narrador minimiza las obras de Juan el Bautista en comparación con Jesús, y afirma que el testimonio de Juan sobre Jesús había convencido a muchas personas de creer en Jesús. | Antigüedades judías 18. 5. 2. - Algunos judíos creían que Dios más tarde destruyó el ejército de Herodes Antipas como castigo, porque había ejecutado injustamente a Juan el Bautista. |

## Posible vinculación con los esenios

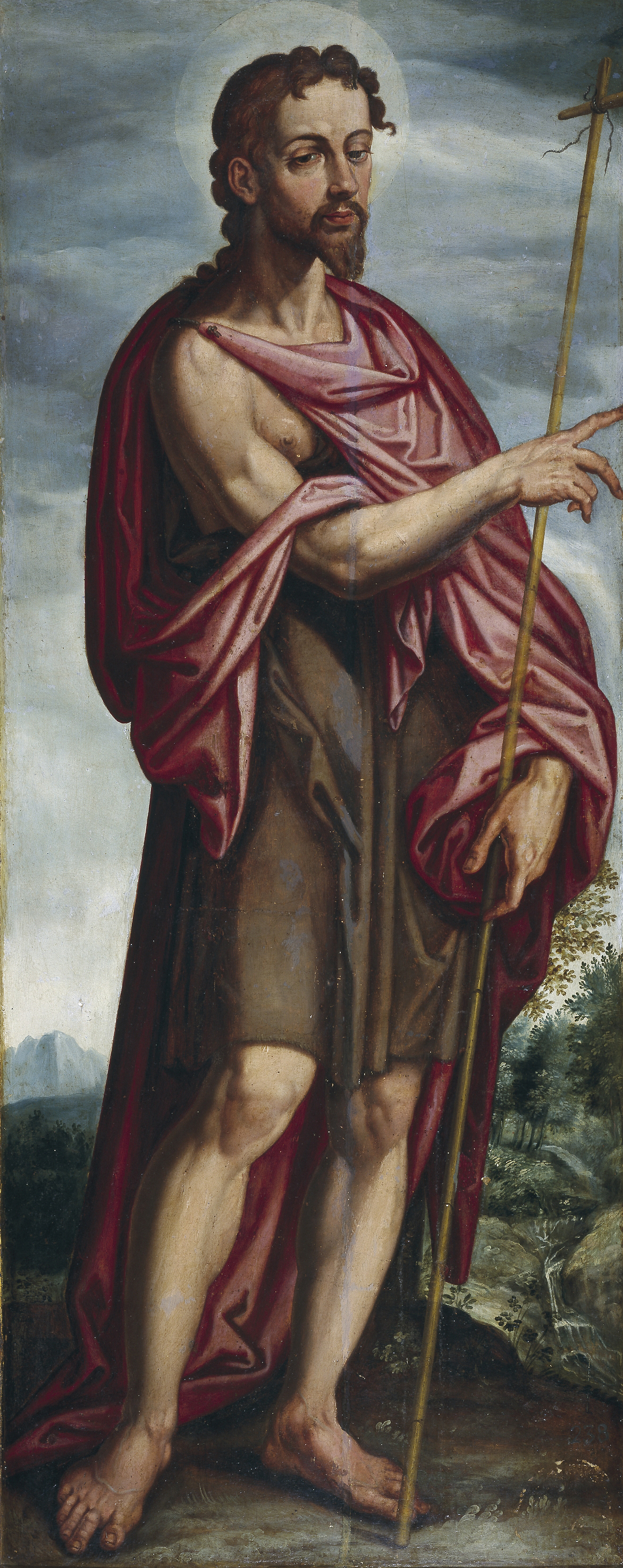
San Juan Bautista, por Francisco Pacheco, 1608. Museo del Prado.

Juan Bautista se definió a sí mismo como «voz que clama en el desierto» y pedía «rectificad los caminos del Señor» (Juan 1:23), con lo cual cumplía expresamente una profecía de Isaías (Mateo 3:1-4, Lucas 3:4-6, Isaías). Marcos 1:1-4 une a ésta el cumplimiento de otra profecía, de Malaquias 3:1. 
Esta misma misión general, cumplir unidas ambas profecías, vista como una, fue definida en general por los esenios para ellos mismos, según la Regla de la Comunidad (1QS VIII 13-14; 4Q259 III 3-6), encontrada entre los Manuscritos del Mar Muerto y datada entre los años 100 y 75 a. C. También la liturgia bautismal esenia (4Q14) pudo haber servido de inspiración a Juan.
Además, en el Evangelio de Juan, se presenta a Juan el Bautista diciendo:

Respondió Juan:

-No puede el hombre recibir nada si no se lo concede el cielo. Ustedes son testigos de que dije: Yo no soy el Mesías, sino que me han enviado por delante de él. Quien se lleva a la novia es el novio. El amigo del novio que está escuchando se alegra de oír la voz del novio. Por eso mi gozo es perfecto. Él debe crecer y yo disminuir.
Juan 3:27-31

Quien viene de arriba está por encima de todos. Quien viene de la tierra es terreno y habla de cosas terrenas. Quien viene de cielo está por encima de todos. Él atestigua lo que ha visto y oído, y nadie acepta su testimonio. Quien acepta su testimonio certifica que Dios es veraz. El enviado de Dios habla de las cosas divinas, porque Dios le da el Espíritu sin medida. El Padre ama al Hijo y todo lo pone en sus manos. Quien cree en el Hijo tiene vida eterna. Quien no cree al Hijo no verá la vida, porque la ira de Dios permanece sobre él.
Juan 3:31-36

La diferencia entre el ministerio general de los esenios y el de Juan estriba en que aquellos enfatizaban en el estudio de la Ley y, en general, de las Sagradas Escrituras, y Juan en la predicación y bautismo para la conversión del pueblo. Según los evangelios, bautizó también a Jesús de Nazaret en el río Jordán (Lucas 3:21-22, Marcos 1:9-11) y lo reconoció como el Mesías (Juan 1:25-34, Mateo 3:13-17).

[...] parece que Juan el Bautista y tal vez también Jesús y su familia fueron cercanos a esta comunidad. En cualquier caso, en los manuscritos de Qumrán hay múltiples puntos de contacto con el mensaje cristiano. No puede descartarse que Juan el Bautista viviera un tiempo en esta comunidad y haya recibido en ella, en parte, su formación religiosa
Benedicto XVI

## Reliquias

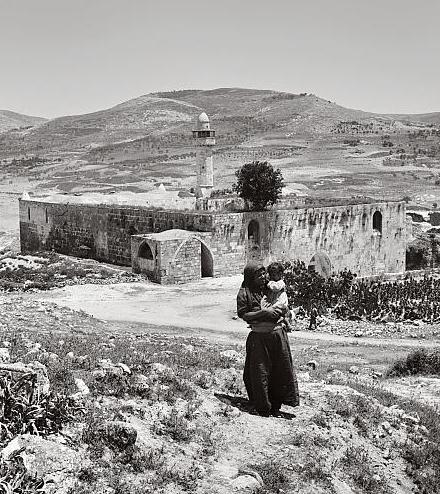
La mezquita Nabi Yahya, en Sebastia, cerca de Nablús; fotografía de 1920.

Tradicionalmente se ha dicho que san Juan Bautista está enterrado en la mezquita de Nabi Yahya, en Sebastia (Palestina), y se mencionó que sus reliquias eran veneradas ahí en el siglo IV. Rufino de Aquilea y Teodoreto de Ciro escribieron que el santuario fue profanado bajo el reinado de Juliano el Apóstata, alrededor del 362, y que sus huesos fueron parcialmente quemados. Parte de las reliquias rescatadas fueron llevadas a Jerusalén y, posteriormente, a Alejandría, donde el 27 de mayo del 395 se colocaron en una nueva basílica construida sobre un templo de Serapis. La tumba de Sebastia siguió siendo visitada por peregrinos y san Jerónimo mencionó que allí se producían milagros.

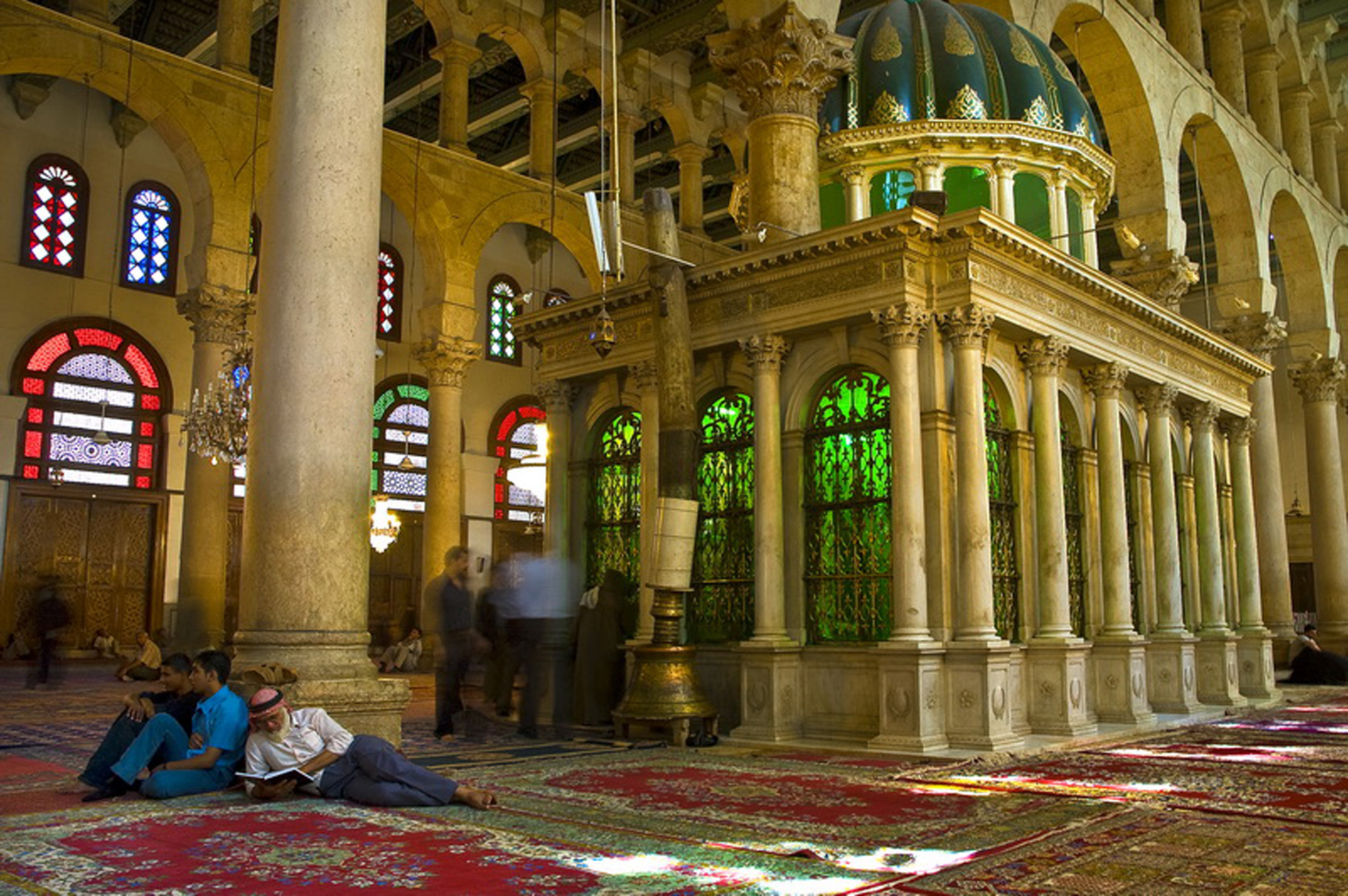
Capilla de Juan el Bautista en la mezquita de los Omeyas de Damasco.

El destino de la cabeza de san Juan el Bautista es difícil de determinar. Nicéforo Calixto y Simón Metafraste dicen que Herodías la enterró en la fortaleza de Maqueronte (la fortaleza donde, según Josefo, había sido ejecutado). Otros autores dicen que fue enterrada en el Palacio de Herodes de Jerusalén, donde fue encontrada en el reinado de Constantino I y llevada en secreto a Emesa, donde se escondió. El lugar donde se ocultó fue desconocido durante años, hasta que se descubrió en el 453. No obstante, el paño de la decapitación de Juan se conserva en la catedral de Aquisgrán. La Iglesia ortodoxa dice que son ellos los que poseen las reliquias de san Juan Bautista en un monasterio del Bajo Egipto, entre El Cairo y Alejandría. Es posible, con el permiso de los monjes, ver la tumba donde, supuestamente, están sus restos.
- Varios lugares afirman o han afirmado poseer la cabeza cortada de Juan el Bautista. El lugar oficial de la Iglesia católica es la capilla de san Juan Bautista (Nabi Yahya en árabe) de la Mezquita de los Omeyas de Damasco;[57] El lugar fue visitado por el papa Juan Pablo II en 2001, que «hizo una pausa de un minuto para meditar en silencio ante la tumba de san Juan Bautista».[58] No obstante, antes de creerse que estaba ahí la Iglesia católica también la ha situado en la iglesia de San Silvestro in Capite de Roma;[59] en la Catedral de Amiens (a donde, supuestamente, había sido llevada por los templarios); y en algún lugar indeterminado de la ciudad turca de Antioquía. Otras tradiciones suponen que estaba en la Residencia de Múnich, Alemania (que fue la residencia oficial de los gobernantes de la casa de Wittelsbach de Baviera desde 1385 a 1918);[59] o incluso en la iglesia parroquial de Tenterden, Kent, donde se conservó hasta la Reforma protestante.

- Hay tradiciones de que la mano derecha del santo, con la que bautizó a Jesús se encuentra en el monasterio ortodoxo de Cetiña, en Montenegro; en el Palacio de Topkapi de Estambul; y en el skete rumano del Presursor en el monte Athos. Hay tradiciones de que la mano izquierda del santo se encuentra en la Iglesia apostólica armenia de San Juan en Hugli-Chuchura, Bengala Occidental, donde anualmente, en el «Día Chuchura», en enero, bendice a los fieles de Calcuta.[60] Hay manuscritos del siglo XI y del XVI descubiertos en 1969 que dicen que una cripta del monasterio de San Macario el Grande en Scetes, Egipto,[61] guarda reliquias de san Juan Bautista. También se dice que hay reliquias suyas en la catedral del monasterio de San Juan Bautista, en Gandzasar, Nagorno Karabaj donde según la tradición su cabeza fue traída desde Damasco y que traducido significa 'el tesoro de la montaña'. El santuario ha sido y sigue siendo un referente de la cultura Cristiana oriental a pesar de múltiples intentos de destrucción por las conquistas musulmanas.

Hay otra tradición en la ciudad de Halifax, en Yorkshire del Oeste, Reino Unido, que tiene la cabeza de Juan en su escudo de armas. Una leyenda que aparece en la obra Britannia de William Camden, del siglo XVI, dice que el nombre de la ciudad (halig, sagrado, y fax, cara) hace referencia a que los primeros religiosos que se asentaron en la zona trajeron consigo la cabeza de Juan el Bautista.
En 2010 se descubrieron algunos huesos en las ruinas de la iglesia del monasterio de San Juan el Precursor en la isla búlgara de San Iván, en el mar Negro. Dos años después, tras un análisis de ADN y de datación por radiocarbono, se probó que los huesos pertenecían a un hombre de Oriente Próximo que vivió en el siglo I a. C., por lo que pudieron haber pertenecido a Juan el Bautista. En la actualidad, los restos se encuentran en un relicario en la iglesia de San Cirilo y Metodio, en Sozopol.

## Su figura en las religiones

### Cristianismo

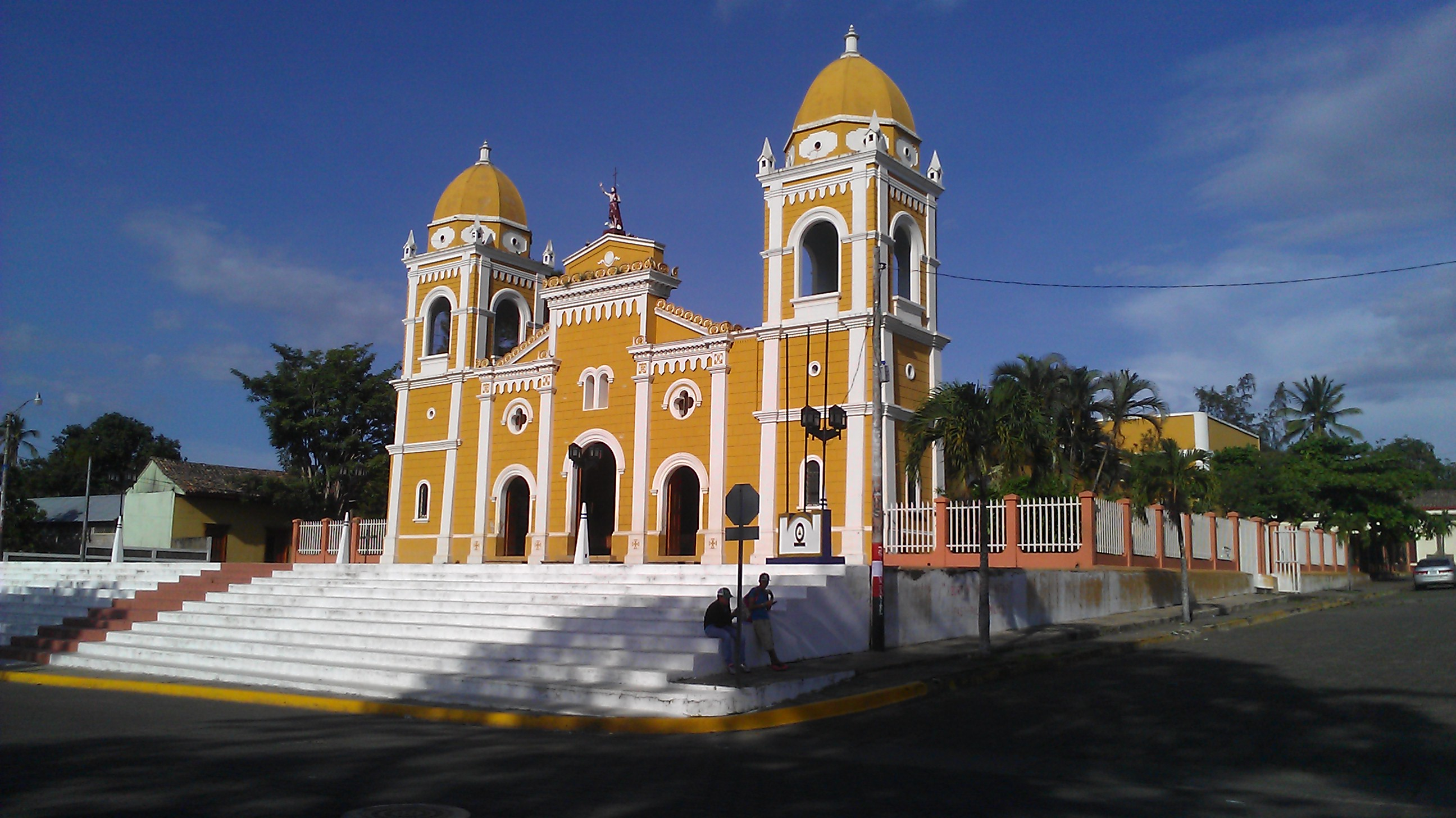
Iglesia parroquial de San Juan Bautista. Masatepe, Nicaragua.

Los cristianos creen que Juan tuvo un papel específico encomendado por Dios para que fuera precursor de Jesús, que era el mesías anunciado. Los evangelios canónicos mencionan este papel. En Lucas 1:17 el papel de Juan es el de «reconciliar a los padres con los hijos y a los rebeldes con la sabiduría de los honrados» para preparar «para el Señor un pueblo bien dispuesto». En Lucas 1:76 se dice que caminaría «delante del Señor, preparándole el camino». En Lucas 1:77 se dice que Juan estaba para anunciar «a su pueblo la salvación por el perdón de los pecados».
Hay varios pasajes del Antiguo Testamento que son considerados profecías sobre Juan el Bautista por los cristianos. Entre estos está Malaquías 3:1, que dice:

Miren, yo envío mi mensajero a preparar el camino delante de mí. De pronto entrará en el santuario el Señor que buscan; el mensajero de la alianza que tanto desean, mírenlo entrar - dice el Señor Todopoderoso

Y también Malaquías 3:23-24, que dice:

Y yo les enviaré al profeta Elías antes de que llegue el día del Señor, grande y terrible: reconciliará a padres con hijos, a hijos con padres y así no vendré yo a exterminar la Tierra

Los judíos de la época de Jesús esperaban que Elías viniera antes del Mesías. De hecho, algunos judíos modernos siguen esperando la venida de Elías, así como la Copa de Elías en el Séder de Pésaj. Por eso en Mateo 17:10-13 se dice:

Los discípulos le preguntaron:

-¿Por qué dicen los letrados que primero tiene que venir Elías?

Jesús respondió:

-Elías tiene que venir a restablecer nuevamente el orden de todas las cosas. Pero les aseguro que Elías ya vino, no lo reconocieron y lo maltrataron. Del mismo modo el Hijo del Hombre va a sufrir en manos de ellos.

Entonces comprendieron los discípulos que se refería a Juan el Bautista

Estos pasajes se aplican a san Juan Bautista en los evangelios sinópticos (Mateo 3:3, Marcos 1:2, Marcos 1:3 y Lucas 1:16-17). Pero es el Evangelio de Mateo el que identifica a Juan el Bautista como el sucesor espiritual de Elías (Mateo 11:14 y Mateo 17:13) ya que los evangelios de Marcos y Lucas no lo dicen. El Evangelio de Juan dice que Juan el Bautista negó que él fuera Elías (Juan 1:19-23):

Este es el testimonio de Juan, cuando los judíos [le] enviaron desde Jerusalén sacerdotes y levitas a preguntarle quién era. Él confesó y no negó; confesó que no era el Mesías.

Le preguntaron:

-Entonces, ¿eres Elías?

Respondió:

-No lo soy.

-¿Eres el profeta?

Respondió:

-No.

Le dijeron:

-¿Quién eres? Tenemos que llevar una respuesta a quienes nos enviaron; ¿qué dices de ti?

Respondió:

-Yo soy la voz que clama en el desierto: Enderecen el camino del Señor, según dice el profeta Elías.

#### Los primeros judeocristianos
En el primer judaísmo cristiano (gnóstico, de acuerdo con Epifanio de Salamina en su Panarion, parte 30) los ebionitas sostenían que Juan, Jesús y Santiago (todos ellos venerados) eran vegetarianos. Epifanio de Salamina escribió que los ebionitas habían modificado el Evangelio de Mateo (creando el conocido como Evangelio de los ebionitas) para cambiar la palabra saltamontes por pasteles de miel o de maná.

#### Iglesia católica
La Iglesia católica conmemora a san Juan Bautista en 2 días: el 24 de junio su natividad y el 29 de agosto su decapitación.
Algunos católicos sostienen que Juan el Bautista estaba libre de pecado, aunque esto nunca ha sido parte de la doctrina, como sí lo es el inmaculismo de María. En su Tratado sobre la oración, santa Catalina de Siena incluye un breve episodio sobre la lucha contra el diablo, que trataba de atraerla con la vanidad y la adulación. Hablando en primera persona, santa Catalina de Siena responde al diablo con las siguientes palabras:

[...] para tu humillación, y tú respondiste al diablo con estas palabras: «¡Miserable de mí! Juan Bautista nunca pecó y fue santificado en el vientre de su madre. Y yo he cometido tantos pecados [...]»
Catalina de Siena. Tratado sobre la oración. 1370.

#### Iglesia ortodoxa oriental
Los fieles de la Iglesia ortodoxa oriental creen que Juan era el último de los profetas del Antiguo Testamento, por lo que sirve como puente entre ese período de la revelación y la Nueva Alianza. También enseñan que, tras su muerte, Juan descendió al Hades y allí, predicó de nuevo que el Mesías Jesús iba a venir, por lo que fue el precursor de Cristo en la muerte como lo había sido en vida. Los templos ortodoxos suelen tener una figura de san Juan Bautista en un lugar de honor en el iconostasio, y se menciona con frecuencia en los Servicios Divinos. Todos los martes del año están dedicados a su memoria.
La Iglesia ortodoxa oriental conmemora a san Juan el Precursor en seis días de fiesta diferentes, que se enumeran aquí en el orden en el que se producen durante el año de esta Iglesia (que comienza el 1 de septiembre):
- 23 de septiembre: Concepción de san Juan el Precursor.[74]
- 7 de enero: La Sinaxis de san Juan el Precursor. Este es el principal día festivo, que va justo después de la teofanía del 6 de enero (el 7 de enero también se conmemora el traspaso de la reliquia de la mano derecha de Juan el Bautista desde Antioquía a Constantinopla en el 956).
- 24 de febrero: Primer y segundo encuentro de la cabeza de san Juan el Precursor.
- 25 de mayo: Tercer encuentro de la cabeza de san Juan el Precursor.
- 24 de junio: Natividad de san Juan el Precursor.
- 29 de agosto: La decapitación de San Juan el Precursor.

Además, la Iglesia ortodoxa y la Iglesia luterana conmemoran a Zacarías, padre de Juan, el 5 de septiembre en tanto que la Iglesia católica lo hace el 23 de septiembre. Isabel, madre de Juan, es conmemorada el 5 de septiembre en la Iglesia ortodoxa y anglicana, y el 5 de noviembre en la Iglesia católica y luterana. La Iglesia ortodoxa rusa conmemora el 12 de octubre el traspaso de la mano derecha del Precursor de Malta a Gatchina (1799).

#### Iglesia de Jesucristo de los Santos de los Últimos Días (mormones)
La Iglesia de Jesucristo de los Santos de los Últimos Días enseña que su revelación moderna confirma el relato bíblico de Juan y también aporta nuevos elementos de su predicación. De acuerdo con esta creencia, cuando Juan tenía ocho años «el ángel del Señor le ordenó» que «derrocase el reino de los judíos» y que preparase al pueblo para el Señor. Los mormones también creen que «él fue bautizado cuando todavía era un niño». Joseph Smith dijo: «Vayamos a los tiempos del Nuevo Testamento donde muchos alababan al Señor y a sus apóstoles. Comenzaremos con Juan el Bautista. Cuando Herodes sacó su edicto para destruir a los niños pequeños, Juan era unos seis meses mayor que Jesús, y fue objetivo de este decreto infernal, y Zacarías le dijo a su madre que le llevará a las montañas, donde se crio a base de saltamontes y miel silvestre. Cuando su padre se negó a revelar su escondite, y siendo el sumo sacerdote que oficia en el templo de ese año, fue ejecutado por orden de Herodes, entre la entrada y el altar, como dijo Jesús».
La Iglesia mormona enseña que Juan el bautista se apareció en la orilla del río Susquehanna, cerca del municipio de Harmony, condado de Susquehanna, Pensilvania, como un ser resucitado a Joseph Smith y a Oliver Cowdery el 15 de mayo de 1829 y les ordenó al sacerdocio aarónico. De acuerdo con la doctrina mormona, el ministerio de Juan había trabajado en tres puntos: él era el último de los profetas bajo las normas de Moisés; él era el primero de los profetas del Nuevo Testamento; y él fue enviado para confirmar el sacerdocio aarónico en nuestros días. Los mormones creen que el ministerio de Juan fue profetizado a dos profetas cuyas enseñanzas están incluidas en el Libro de Mormón: Lehi y su hijo Nephi.

### Islam
Juan también es venerado como profeta en el islam, donde es llamado Yaḥyā ibn Zakarīyā (يحيى بن زكريا), que significa 'Juan, hijo de Zacarías'. Los musulmanes creen que él revelaba la palabra de Dios y que fue un profeta que anunció la venida de Jesús. Su padre, Zacarías, también se considera profeta en el islam y la tradición islámica mantiene que Juan fue uno de los profetas que Mahoma conoció en la noche de Mi'raj en su ascensión a los Siete Cielos. Se dice que conoció a Juan y a Jesús en el segundo cielo, donde, tras saludarlo, ascendió con un arcángel hasta el tercer cielo. La historia de Juan también se cuenta durante la migración de refugiados musulmanes a Abisinia. Según el Corán, Dios le dio paz a Juan el día que nació y el día que murió.

### Mandeísmo
Los mandeos consideran a Juan el Bautista su principal profeta, y tiene un importante papel en algunos de sus escritos, incluidos el Ginza Rba y el Draša D-Iahia (El libro mandeo de Juan). Los mandeos consideran a Juan como el único mesías verdadero y son contrarios a Jesús. Las escrituras mandeas dicen: «Si el carpintero [Jesús] se unió a Dios, ¿a quién se une el que se une al carpintero?».

### Bahaísmo
El bahaísmo (o fe Bahá'í) considera a a Juan un profeta de Dios que, al igual que otros profetas, fue enviado para promover el conocimiento de Dios, para fomentar la unidad entre los pueblos del mundo y para mostrar a la gente la forma de vida correcta. Hay muchas citas en las escritos de Bahá'u'lláh, fundador de la fe Bahá'í, en las que menciona a Juan el Bautista. En su carta al papa Pío IX, Bahá'u'lláh escribió:

¡Oh, seguidores del hijo! Nosotros hemos enviado a Juan de nuevo entre vosotros, y Él, ciertamente, clama en el desierto de Bayán: ¡Oh, pueblos del mundo! ¡Limpiad vuestros ojos! ¡El día en que podréis contemplar al Prometido y arcercaros a Él se acerca a la noche! ¡Oh, seguidores del Evangelio! ¡Preparad el camino! ¡El Día del advenimiento del Señor Glorioso está a mano! Preparáos para entrar en el Reino. Así ha sido ordenado por Dios, el que da comienzo al alba.

El bahaísmo considera a Juan un profeta menor. Bahá'u'lláh decía que su propio precursor, el Báb, era un regreso espiritual de Juan el Bautista. Bahá'u'lláh se refería a Báb como Mi Precursor, que es el apodo que los cristianos le dan a Juan el Bautista. Sin embargo, el bahaísmo cree que Báb era un profeta mayor (Manifestación de Dios) y, por consiguiente, que estaba dotado de un estatus superior al de Juan el Bautista.

## Santo patrón: lugares donde se venera

### Europa
En Escocia, es patrón de Perth, que a menudo es conocida como Ciudad de San Juan de Perth (St. John's Toun of Perth). La iglesia medieval de la ciudad tiene la advocación de San Juan y el equipo de fútbol local se llama St Johnstone F.C.
También es patrón de Oporto, Portugal, donde la noche de san Juan (del 23 al 24 de junio) tiene lugar uno de los festivales urbanos más conocidos de Europa, la Festa de São João.
San Juan Bautista es además patrono de la ciudad polaca de Breslavia, cuya iglesia más importante, la catedral, lleva su nombre. 
También es patrón de las ciudades italianas de Florencia y Génova. Así mismo, es patrón de Malta y de la localidad de Xewkija, en la isla maltesa de Gozo.
Es titular de muchas órdenes y hermandades, como la orden de caballeros hospitalarios de San Juan de Jerusalén. 

#### España: provincias, ciudades y municipios
En España es este el patrón de la Policía Municipal de Madrid y de la Guardia Real de la Monarquía. Así mismo, dentro de las fiestas de San Juan españolas, pueden destacarse las hogueras de San Juan, muy populares en Alicante con sus Hogueras de Alicante y en La Coruña. 
Además, varias provincias de España lo veneran, como por ejemplo en: 
- La provincia Eclesiástica de Mérida-Badajoz, además de la ciudad/capital de Badajoz (Extremadura) y en la de Albacete (Castilla - La Mancha)

##### Municipios en la Península
- Chiclana de la Frontera, provincia de Cádiz.
- Tres Cantos, provincia de Madrid.

- Las Cabezas de San Juan, provincia de Sevilla.
- Carballo, en La Coruña.
- San Juan de Orega, en Galicia.
- Salobreña, en Granada.
- San Juan del Puerto y Alosno, provincia de Huelva.
- Camarena, provincia de Toledo.
- Navas de San Juan, provincia de Jaén.
- Pozohondo, provincia de Albacete.

##### Municipios en lasIslas Canarias
- Puntallana, con su Iglesia de San Juan Bautista, en La Isla de La Palma.
- Telde y Arucas, en La Isla de Gran Canaria.
- Los de San Juan de la Rambla, Arafo y Arico en La Isla de Tenerife
- Ciutadella de Menorca en las islas Baleares

### América

#### Hispanoamérica
Puerto Rico, llamado Borinquén por los nativos, fue bautizado como San Juan Bautista por Cristóbal Colón el 19 de noviembre de 1493 cuando el Almirante navegaba hacia la isla de La Española en su segundo viaje a América. En el siglo XVI, Juan Ponce de León fundó la ciudad de Puerto Rico en la isla de San Juan Bautista. La ciudad terminó dando nombre a la isla, y la capital pasó a llamarse San Juan de Puerto Rico. En el escudo de Puerto Rico está la frase en latín Joannes Est Nomen Eius (Juan es su nombre), que aparece en Lucas 1:13, que hace referencia al nombre de la isla: isla de San Juan Bautista. Por esta razón, san Juan Bautista es el patrono más antiguo de Puerto Rico.
En México, es patrón de la diócesis de la catedral de Tuxtepec, en el estado de Oaxaca, y en Villahermosa, en el estado de Tabasco, puesto que anteriormente era denominado desde su fundación como San Juan Bautista.
San Juan de Tibás, en San José de Costa Rica, tiene por patrón a san Juan Bautista, el cual se celebra con tradicionales turnos y cimarronas.
Es patrón también de la ciudad de Florencio Varela, en la cual se erige una parroquia en su nombre, y su partido hómónimo, en la provincia de Buenos Aires, Argentina.
Es patrón de la diócesis de Chitré y catedral San Juan Bautista en Chitré, provincia de Herrera, Panamá.
En Colombia es patrón de la diócesis de Pasto y ciudad de Pasto, en el Departamento de Nariño, Sur de Colombia. El Altar Mayor tiene una Imagen en estilo Barroco, del Santo Profeta, en razón de guardar los estilos de arte sacro, propios de la colonia y la presencia de la dominación española en el territorio americano.

#### Norteamérica
También es el santo patrón de la provincia de Quebec y la de Terranova y Labrador, así como de las ciudades canadienses de San Juan de Terranova (Saint John of Newfoundland) (1497) y de Saint John de Nuevo Brunswick (1604).
También es patrón de la diócesis de Charleston, que abarca a toda Carolina del Sur, en Estados Unidos.

### Asia
San Juan el Bautista es el santo patrón del país Jordania.
Por la tradición católica española, es patrón de varias ciudades de Filipinas, como Calamba (La Laguna), Calumpit (Bulacán), Balayán (Batangas), Lian (Batangas) y San Juan (Gran Manila). Muchas fiestas filipinas celebran esta festividad con baños multitudinarios. La iglesia de Quiapo de Manila está dedicada a san Juan.

## Cine
En la historia del cine y la televisión, hay más de un centenar de títulos —películas, miniseries, series de TV— que incluyen a Juan el Bautista como personaje. Entre ellas destacan:
| Año  | Película                            | Directores                             | Actor            |
| ---- | ----------------------------------- | -------------------------------------- | ---------------- |
| 1953 | Salomé                              | William Dieterle                       | Alan Badel       |
| 1961 | Rey de Reyes                        | Nicholas Ray                           | Robert Ryan      |
| 1964 | El Evangelio según san Mateo        | Pier Paolo Pasolini                    | Mario Socrate    |
| 1965 | The Greatest Story Ever Told        | George Stevens                         | Charlton Heston  |
| 1971 | Jesús, nuestro señor                | Miguel Zacarías                        | Narciso Busquets |
| 1977 | Jesús de Nazaret                    | Franco Zeffirelli                      | Michael York     |
| 1986 | La vida de nuestro Señor Jesucristo | Miguel Zacarías                        | Narciso Busquets |
| 1988 | La última tentación de Cristo       | Martin Scorsese                        | André Gregory    |
| 2000 | Gli amici di Gesù-Maria Maddalena   | Raffaele Mertes & Elisabetta Marchetti | Benjamin Sadler  |